# Foyer (czasopismo)
Foyer – miesięcznik teatralny wydawany w latach 2004–2005 przez wydawnictwo Trojan Press. Funkcję redaktora naczelnego pełnił początkowo Jacek Wakar, a następnie Jacek Rakowiecki.